# Волоколамский народный театр «На Валу»
Волоколамский народный театр «На валу» — театр в Волоколамске. Создан в 1959 году.

## История театра
В 1959 году театральному коллективу при районном Доме культуры (по адресу Советская улица, 1/2) было присвоено звание «Народный коллектив», а ровно через год Волоколамский народный театр был открыт. Почётное право перерезать ленточку было предоставлено актрисе театра имени Вахтангова народной артистке РСФСР Цецилии Мансуровой. Так родился новый, третий в Московской области народный любительский театр. У его истоков стояли режиссёры Семён Уральский, Константин Поляков, Евгений Кашкин, Сергей Кантур, артисты театра имени Вахтангова, открывшие яркие самобытные актёрские дарования из народа. Незабываемыми в памяти зрителей останутся имена Руфины Фролуниной, Екатерины Болдиной, Александра Анашкина, Валерия Молоткова, Анатолия Куркова, Елизаветы Бурдонской, Ивана Фролова, Евгения Итальянцева, Алексея Бровкина, Нины Волковой, Михаила Каширкина, Фёдора Митрикова. Потом пришло новое поколение талантливых артистов и режиссёров: Леонид Гамаюнов, Николай Землянников, Кирилл Расторгуев, Иван Иванов, Анатолий Васильев, Михаил Терёшкин.
Театр сегодня — это стабильный творческий коллектив, объединяющий людей разных профессий и возрастов. Репертуар театра строится на лучших образцах русской и зарубежной литературы: А. Н. Островский «Не так живи, как хочется», «Поздняя любовь», А. П. Чехов «Предложение» и «Юбилей», А. С. Пушкин «Анджело», У. Сароян «Эй, кто-нибудь», А. Миллер «Я ничего не помню», Л. Петрушевская «Чемодан чепухи», Эжен Лабиш «Пощёчина», М. Бертенёв «Двое в темноте», А. Толстой «Любовь — книга золотая», Н. Тэффи «Эх, жизнь!», В. Соллогуб «Беда от нежного сердца».
В рамках народного театра работает юношеский коллектив «Дебют», который является школой начинающего актёра. В 1997 году коллективу присвоено звание «Образцовый».
Помимо спектаклей коллектив театра проводит творческие вечера волоколамских авторов, ежегодный районный конкурс чтецов художественного слова «Страна Поэзия», Пушкинский праздник.
Последние двадцать четыре года театр возглавляет режиссёр, заслуженный работник культуры Московской области Ольга Анатольевна Буракова.

## Награды
Гран-при Всероссийских и областных театральных фестивалей-конкурсов:
- «Театральное кольцо Подмосковья» — Можайск
- «Дорогами добра» — Ивантеевка
- «Русская классика» — Лобня
- «Русская драма» — Москва
- «В добрый час» — Москва

## Труппа театра
Артисты: Юрий Антипов*, Татьяна Цветкова*, Виктор Глинин*, Анна Васильева, Татьяна Акатова, Сергей Крипак, Ирина Крипак, Наталья Дружинина, Наталия Ковальчук, Иван Иванов, Сергей Прыгичев, Екатерина Старовойтова, Лидия Горячева, Михаил Груздев, Дмитрий Шатохин, Павел Мещеряков (скончался при трагических обстоятельствах 12 мая 2016 года на 35 году жизни), Алексей Мещеряков, Карина Назаркина, Светлана Степанова, Ольга Седымова, Екатерина Веселова, Ксения Бронникова, Анастасия Милованова, Мария Кузнецова, Александр Карпушев, Иван Кедров, Юлия Агулова, Сергей Соловьёв, Елена Сапронова, Павел Чайников, Андрей Медведев, Полина Дурочкина и многие другие.